# La Veu de Catalunya
La Veu de Catalunya va ser un diari en català fundat per Enric Prat de la Riba que es publicà a Barcelona des del primer de gener de 1899 fins al 8 de gener de 1937, amb dues edicions diàries.
Fou portaveu del programa ideològic i polític de la Lliga Regionalista i la línia editorial, conservadora, promogué l'autonomia, la normalitat de l'ús públic de la llengua, i l'escola catalana. Des del punt de vista periodístic, era un diari modern, ordenat per seccions, amb corresponsals i col·laboradors al territori i un equip que combinava gent jove i els millors periodistes de l'època. Va ser el diari en català més longeu del segle xx, amb 38 anys de publicació diària. La capçalera, dissenyada per Domènec i Montaner, mostrava una àliga quadribarrada. Josep Pla i Eugeni Xammar, en el seu moment, i l'historiador del periodisme Josep Maria Figueres, en l'actualitat, l'han considerat el diari més important editat en català.
També amb aquest nom s'havia publicat prèviament el Diari Català, de Valentí Almirall, durant un dels períodes en què fou suspès, entre el 30 de juliol i el 28 d'agost de 1880.

## Història
El diari «La Veu», nom amb què es conegué popularment, era continuador del setmanari literari i polític del mateix nom, fundat el 1891 per Narcís Verdaguer, Joaquim Cabot i Jaume Collell i que es publicà fins al desembre de 1898, moment en què es transformà en diari. Bona part dels redactors i col·laboradors del setmanari esdevindrien les principals figures polítiques i periodístiques de la futura Veu de Catalunya diària, com per exemple Francesc Cambó, Lluís Duran i Ventosa, Josep Puig i Cadafalch, Joaquim Rubió i Ors, Joan Sardà i Lloret. S'inicià l'edició diària sota la direcció d'Enric Prat de la Riba amb una orientació eminentment política i en defensa del programa de la Lliga Regionalista.
Va estar suspès en diferents períodes, per articles publicats el 1900, 1901, 1902 i 1905; el 1902 el seu director fou empresonat durant uns dies per la reproducció d'un article de L'Independent de Perpinyà sobre els vinyataires rossellonesos. El diari també fou suspès el 1917, amb motiu de la convocatòria de l'Assemblea de Parlamentaris, per tal d'evitar que tinguessin una tribuna pública escrita. En tots els casos va acabar apareixent amb altres noms (La Creu de Catalunya, Diari de Catalunya, La Veu de Barcelona, El Poble Català, Baluard de Sitges, Costa de Ponent) per esquivar la prohibició.
La redacció va ser assaltada per un grup de militars el 25 de novembre de 1905, molestos amb una caricatura de Junceda, en el que es coneix com els Fets del ¡Cu-Cut! i que fou l'inici d'un procés de repressió de la societat catalana a través de la Llei de Jurisdiccions, la qual cosa va estimular la creació de la Solidaritat Catalana, aliança de partits catalans que esdevindria triomfadora en les eleccions al Parlament de 1907.
El juliol del 1936 en són intervingudes les instal·lacions, tot i que continuà essent publicat, per bé que amb subtítols definidors dels canvis d'orientació política: Diari de l'autonomia i de la República, Diari antifeixista controlat pel Comitè Obrer i CNT-Diari antifeixista-AIT.

## Influència
És remarcable la gran influència social i política que va tenir La Veu en el periodisme del primer terç del segle xx. Era un diari modern, dividit en seccions, que va promoure la professionalització del periodisme. Es dotà d'una àmplia xarxa de col·laboradors i corresponsals arreu del món, els seus periodistes van crear els primers manuals ètics i van establir instruccions internes precises per a la redacció d'articles, el contrast de fonts o el disseny de les pàgines.
A les seves pàgines varen escriure polítics, escriptors i periodistes com Enric Prat de la Riba, Francesc Cambó, Raimon Casellas, Josep Maria de Sagarra, Joan Maragall, Joaquim Folch i Torres, Ildefons Sunyol i Casanovas, Prudenci Bertrana, Josep Maria Junoy, Eugeni d'Ors (amb el pseudònim Xènius), Josep Pla, Josep Lleonart i Maragall, Jaume Bofill i Mates (Puck, Guerau de Liost, One), Josep Carner (Bellafila, Caliban, Two), Manuel Brunet, Carles Sentís, Irene Polo, Ignasi Agustí, Manuel Brunet, Ferran Agulló (Pol), Manuel de Montoliu.
Cal destacar la importància de les planes literàries i de pensament, com la col·laboració diària de Xènius amb el seu «Glosari», entre 1906 i 1921, els versos de Josep Carner Rimes de l'hora, la narrativa de Narcís Oller, les traduccions de Sagarra', els articles de Josep Pla, Gaziel, Maragall…
El 1909, Raimon Casellas i Joaquim Folch i Torres van crear la «Pàgina Artística», des d'on van exercir la crítica d'art. De Casellas va aprendre molt, i quan aquest es va suïcidar el 1910, Folch va passar a ocupar el seu lloc al capdavant de la secció d'art de La Veu, sovint signant amb el pseudònim de Flama. Des d'aquesta plataforma va ser dels primers a fer servir el terme Noucentisme encunyat per Eugeni d'Ors, participant de la mateixa definició del moviment cultural renovador quan encara no responia a una posició concreta i limitada.
Entre el 1929 i el 1930, Llucieta Canyà es feu càrrec de la secció diària «Món femení», indispensable per conèixer el moviment feminista conservador d'abans de la guerra.
D'altra banda, s'encarregava de la secció cultural Manuel Brunet. En aquesta secció van aparèixer els primers vint-i-vuit cants de la Divina Comèdia de Dante, traduïts per Josep Maria de Sagarra, amb els seus vint-i-set comentaris corresponents, però la Guerra Civil va truncar aquesta empresa.
Per la seva direcció, a més de Prat de la Riba, també varen passar Josep Morató i Grau, Joaquim Pellicena i Camacho i Ramon d'Abadal i de Vinyals.

## Altres col·laboradors
- Roser Matheu i Sadó
- Jaume Carrera i Pujal
- Domènec Carles i Rosich
- Dionís Puig i Soler
- Esteve Suñol i Gasòliba
- Salvador Genís i Bech
- Ramon Rucabado i Comerma
- Rafael Masó i Valentí
- Joaquim Aguilera Valentí

## Fons documental a l'Arxiu Històric de la Ciutat de Barcelona
L'Arxiu Històric de la Ciutat de Barcelona (AHCB) conserva en els seus fons 395 dibuixos originals de Valentí Castanys que foren publicats a les pàgines de La Veu de Catalunya, entre l'1 de novembre de 1933 i el 3 de gener de 1936. Aquell 1 de novembre apareix l'anunci, en nota destacada, de la nova col·laboració a La Veu de Catalunya de Valentí Castanys, i en ressalta les seves notables qualitats com a caricaturista.
Aquesta col·lecció, donada a l'AHCB per La Veu de Catalunya l'any 1936, es caracteritza per tractar-se de dibuixos a ploma amb tinta xinesa, de traç net i segur, d'acurada tècnica i format molt similar, on s'hi representen caricaturitzacions inconfusibles dels principals protagonistes de la vida política del país, durant els convulsos anys de la Segona República.